# Zastrzeżony wyrok zaoczny
Zastrzeżony wyrok zaoczny – rodzaj orzeczenia, które może zapaść w postępowaniu cywilnym, uregulowane w art. 341 Kodeksu postępowania cywilnego. Jest to orzeczenie podobne do wyroku zaocznego, jednak różni się okolicznościami, w których może być wydany. 
Zastrzeżony wyrok zaoczny może zostać wydany w sytuacji, gdy pozwany nie stawił się na wyznaczony termin rozprawy, a w dniu rozprawy sąd nie dysponował dowodem doręczenia wezwania na rozprawę. Wówczas – jeżeli dowód doręczenia nadejdzie w ciągu dwóch tygodni, licząc od dnia rozprawy – sąd może wydać zastrzeżony wyrok zaoczny. Wyrok ten w odróżnieniu od wyroku zaocznego jest wiążący od chwili podpisania sentencji (a nie od chwili jej ogłoszenia).